# Emil Liebling
Pour les articles homonymes, voir Liebling.
Emil Liebling, né le 12 avril 1851 à Pless en Silésie et mort le 20 janvier 1914, est un pianiste et compositeur germano-américain. 

## Biographie
Liebling naît à Pless en Silésie. Il étudie la musique et le piano avec Ehrlich, Heinrich Dorn et Theodor Kullak à Berlin, et avec Dachs à Vienne. En 1867, il arrive aux États-Unis, où il s'installe comme professeur de musique, enseignant au Kentucky jusqu'en 1871. Lors d'un voyage ultérieur en Europe, il étudie avec Franz Liszt à Weimar. Après 1872, il s'identifie à la vie musicale de Chicago. Ses compositions comprennent des pièces pour piano et des chansons. 
De 1904 à 1913, Liebling est directeur invité de piano à l'Académie Frances Shimer de Mount Carroll en Illinois. Le poste consiste à visiter l'école plusieurs fois par an pour donner un concert et vérifier les progrès des élèves. Il occupe également un poste similaire au Milwaukee-Downer College dans le Wisconsin.